# Pedicularis pseudoregeliana
Pedicularis pseudoregeliana är en snyltrotsväxtart som beskrevs av Tsoong. Pedicularis pseudoregeliana ingår i släktet spiror, och familjen snyltrotsväxter. Inga underarter finns listade i Catalogue of Life.